# Patriotisme
Patriotisme eller fædrelandskærlighed er følelsen af kærlighed, hengivenhed og tilknytning til ens land. Denne tilknytning kan være en blanding af mange forskellige følelser; sprog talt i ens hjemland inklusive kulturelle, politiske og historiske aspekter.
Forskellen mellem patriotisme og nationalisme består i, at førstnævnte altid er loyal overfor den eksisterende statsdannelse og i hvert fald i teorien kan kombineres med hvilke som helst politiske og religiøse synspunkter, mens nationalismen er en politisk ideologi, der lægger vægt på en samhørighed pga. fælles sprog og historie. Desuden betragtes nationalstaten – et sammenfald mellem sprog- og kulturområde og statsdannelse – som et ideal indenfor nationalismen, hvilket ikke nødvendigvis er tilfældet for patriotismen.

## Historie
Begrebet stammer fra antikken, men fik sin moderne betydning i oplysningstiden, hvor det at være patriot blev synonym med at være en nyttig borger i et land.
Montesquieu definerede i sit hovedværk Om lovenes ånd (1749) borgerdyd som en grundlæggende forudsætning for et velfungerende republikansk styre. I republikker, hvor folket i modsætning til f.eks. monarkier har medbestemmelse, måtte borgerne ifølge Montesquieu være styrede af politisk dyd, dvs. tilsidesætte egennyttige interesser for det fælles bedste. Det fælles bedste var identisk med det land, man boede i, dvs. fædrelandet. Den gode borger var altså et medlem af samfundet, som arbejdede for fædrelandet, og som derfor gjorde sig fortjent til indflydelse på samfundets styrelse og udvikling.
Den tanke, at have ret til indflydelse på samfundets styrelse og udvikling, var attraktiv for det fremvoksende borgerskab i 1700-tallets Europa, og overalt skød der patriotiske strømninger og bevægelser op. Det fastlåste standssamfund, hvor borgerstanden var henvist til en snæver rolle som håndværkere og handlende uden politisk medbestemmelse, kom under pres af en udvikling, hvor især den internationale handel gav borgerlige økonomisk magt.
Under slagordet patriotisme kunne folk af borgerstanden (såvel som mange adelige) gøre gode gerninger for fædrelandet og til gengæld gøre krav på politisk indflydelse.
Patriotisme var dog i 1700-tallet et meget flydende begreb, der kunne betyde noget vidt forskelligt i forskellige egne og lande. En central uenighed gik på, hvorvidt fædrelandet skulle forstås som det sted, hvor man arbejdede for det fælles bedste, eller der derimod var tale om landet, hvor man var født.

## Patriotismen i Danmark
Patriotismen fik nærmest karakter af en statsideologi i Danmark-Norge, da den nyudnævnte kong Christian 7. i 1766 tog valgsproget gloria ex amore patria: I Kærlighed til Fædrelandet vil jeg søge min ære.
I lande som Danmark, hvor en del af eliten var af tysk afstamning, kunne patriotismen i betydningen "kærlighed til det sted, jeg er født", imidlertid gøres til et politisk redskab for indfødte danskere. Nogle oplevede, at den tyske embedsmandselite med urette sad på de attraktive stillinger i statsadministrationen. På den måde blev patriotismen en forløber for moderne nationalisme.
I 1759 havde den unge akademiker Tyge Rothe udgivet bogen Tanker om Kiærlighed til Fædernelandet. Her gjorde han sig til talsmand for den opfattelse, at "Fædernelandet betyder menneskene, med hvilke vi som borgere ere foreenede, og ikke dennem, blandt hvilke vi først saae dagens lys." (s. 23). Fædrelandet var altså ikke det sted, hvor man var født, men derimod landet, hvor man levede og gjorde gavn som borgere. Den opfattelse havde støtte i de magtfulde kredse omkring udenrigsministeren J.H.E. Bernstorff og overhofmarskal A. G. Moltke.
Den anden opfattelse, at fædrelandet var noget, man blev født til, vandt i Danmark frem efter Struensees kortvarige styre. Ove Guldberg havde allerede i 1763 beklaget dele af den tysksprogede overklasses foragt for det danske sprog, og efter han i 1772 havde været en hovedmand i at få Struensee afsat og henrettet, blev det danske styre kendetegnet af det, som nogle historikere kalder en "dansk politik". Bl.a. blev loven om indfødsretten indført, som garanterede, at offentlige embeder skulle reserveres til indfødte. Det skal dog bemærkes, at indfødte i riget på det tidspunkt gjaldt folk fra Danmark og Norge såvel som de nordtyske hertugdømmer.

## Patriotiske bevægelser
Patriotismen fik i Danmark, Norge og Hertugdømmerne også et udtryk i en oplysningsbevægelse, som var organiseret i selskaber med forskellige almennyttige formål. Deres formål og aktiviteter synes især at have været præget af Jens Schielderup Sneedorffs ideer. De patriotiske selskaber havde deres storhedstid i perioden fra 1780 til 1800-tallets begyndelse. Deres virke spændte fra forbedring af erhvervsliv og økonomi over undervisning og oplysning til understøttelse og fattighjælp, men alt det var praktiske udslag af en overordnet bestræbelse på at øge befolkningens følelse af tilknytning til staten.
Mens den patriotiske bevægelse i Danmark i 1700-tallet vedblev at støtte kongemagten, blev patriotismen i Frankrig til et slagord for de revolutionære under omvæltningen i 1789.
Den danske patriotisme kulminerede tilsyneladende i 1800-tallets første årti, især efter Slaget på Reden. I løbet af 1800-tallet kom konflikten om hertugdømmerne dog til at præge identitetsspørgsmålet i en stadig mere national retning, som i forbindelse med de slesvigske krige slog over i regulær nationalisme.

## Patriotisme i dag
I dag anvendes patriotisme af og til af folk fra begge sider af det politiske spektrum som et positivt udtryk for sammenhold i en stat, der ikke som nationalismen bygger på værdier og kultur. Det er også blevet forsøgt anvendt af venstrefløjen til at stemple visse højreradikale grupper som nationalister i et forsøg på fremme den globalistiske agenda over nationalstater.
Endvidere har den tyske marxistiske sociolog og filosof Jürgen Habermas, gjort sig til talsmand for "forfatningspatriotisme" som en måde at løse EU's problemer med at skabe integration og sammenhold over landegrænser. Ideen er, at et fællesskab, der bygger på politisk loyalitet overfor nogle fælleseuropæiske politiske rettigheder og pligter kan bygge bro mellem forskellige nationer, samtidig med at det lader fællesskabet stå åbent overfor immigranter fra andre kulturkredse, som tydeligvis er i strid med nationalstaters traditionelle kultur- og værdifællesskab.